# Mathod
Mathod (toponimo francese) è un comune svizzero di 616 abitanti del Canton Vaud, nel distretto del Jura-Nord vaudois.

## Storia

### Simboli
chats d’or posés en pal.»

## Monumenti e luoghi d'interesse

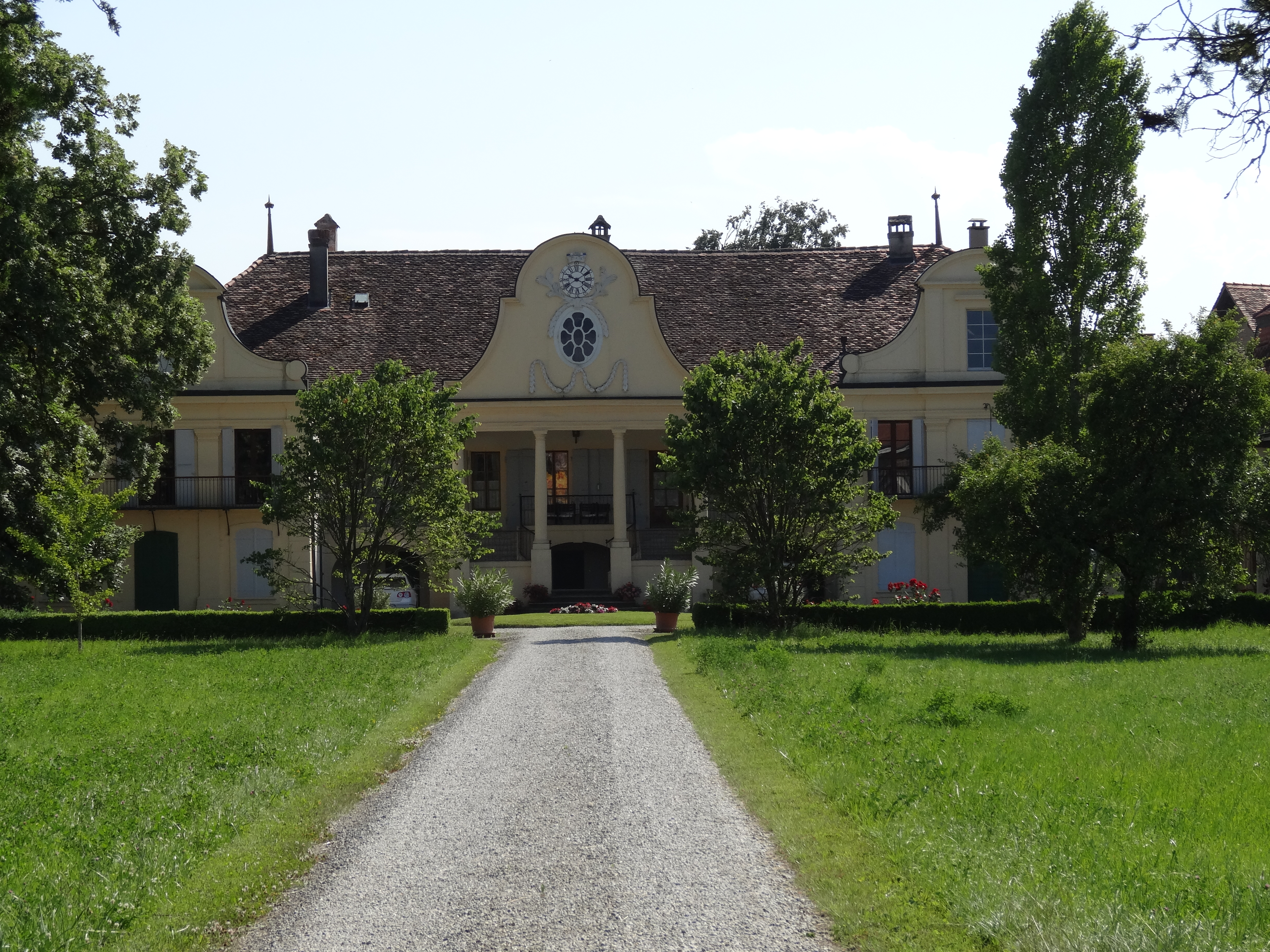
Il castello di Mathod

- Ex chiesa riformata di San Martino, attestata dal 1285, ricostruita nel 1738, sconsacrata nel 1938[2];
- Castello di Mathod, eretto nel XVII secolo[2].

## Società

### Evoluzione demografica
L'evoluzione demografica è riportata nella seguente tabella:
Abitanti censiti

## Amministrazione
Ogni famiglia originaria del luogo fa parte del cosiddetto comune patriziale e ha la responsabilità della manutenzione di ogni bene ricadente all'interno dei confini del comune.